# Casio FP 1000
Casio FP 1000 (FP 1000 / FP 1100) је професионални рачунар, производ фирме Касио (Casio) који је почео да се израђује у Јапану током 1983. године.
Користио је Zilog Z80 A као централни микропроцесор а RAM меморија рачунара FP 1000 је имала капацитет од 64 KB. 
Као оперативни систем кориштен је CP/M.

## Детаљни подаци
Детаљнији подаци о рачунару FP 1000 су дати у табели испод.
|                       |                                              |
| 1000                  |                                              |
| Произвођач            | Касио                                        |
| Тип                   | професионални рачунар                        |
| Меморија              | 64                                           |
| Поријекло             | Јапан                                        |
| Година                | 1983                                         |
| Тастатура             | тастатура са одвојеном нумеричком тастатуром |
| Процесор              |                                              |
| Фреквенција процесора | 3,9936                                       |
| RAM                   | 64                                           |
| ROM                   | 32                                           |
| Текст                 | 80 x 25                                      |
| Графика               | 320 x 200 / 640 x 200 / 640 x 400            |
| Боја                  | FP-1000: зелено и црно                       |
| Звук                  | непознато                                    |
| Димензије             | непознато                                    |
| Портови               |                                              |
| Оперативни систем     |                                              |